# ملک اسکندر دوم
ملک جلال‌الدوله اسکندر یا اسکندر دوم فرمانروای دودمان پادوسپانیان بود که با تجزیهٔ قلمرو این دودمان، «شاخهٔ ملکان کجور» را تأسیس نمود. اسکندر دوم پس از این که پدرش، ملک کیومرث، درگذشت، با حکومت برادر بزرگ خود مخالفت کرد و پنج سال مداوم با جنگ داخلی در بحران جانشینی ملک کیومرث روبرو بود تا این که در سال ۸۶۲ جهانشاه قراقویونلو قلمرو رستمدار را میان دو برادر تقسیم کرد. برادران نزاع را بالاخره ترک کرده و به تجزیه تن دادند. ملک اسکندر به قلعه اسپروز (به مازنی: آسپی ریز) رفت و قلعه کجور را به یکی از متحدانش، به نام کیا جلال‌الدین دیلمی، سپرد و ملک کاووس هم به قلعه نور رفت.
پس از مدتی با حملهٔ کاووس به قلعه اسپروز، نزاع دوباره آغاز شد ولی با کمک کیاییان (حاکمان شرق گیلان) ملک اسکندر توانست برادر را عقب‌نشینی دهد. بار دیگر در شوال ۸۷۱ هجری قراقویونلوها موجب آتش‌بس شدند. مدت کوتاهی نگذشت که ملک کاووس درگذشت و ملک جهانگیر یکم در نور به جانشینی او برگزیده شد. اسکندر و جهانگیر هم درگیر شدند و این جنگ دو سال به طول انجامید. در این دوره قراقویونلوها برافتادند و آق قویونلوها جانشین آنان شده بودند. اوزون حسن برای پایان دادن به این نزاع، دستور داد ملک اسکندر حاکم سراسر رستمدار باشد و مناطق را میان برادرزادگانش تقسیم کند و سالانه به دیوان او خراج دهد. در ۸۸۰ هجری این روش هم کارایی خود را از دست داد و ملک جهانگیر توانست با آغاز مجدد نزاع، علاوه بر نور، ناتل‌رستاق و قلعه لواسان را به قلمرو خود بیافزاید اما مطیع عمو ماند و ملک اسکندر تا سال ۸۸۱ که درگذشت، صاحب نواحی کجور و توابع، کارود و مضافات، لاریجان، لار، قصران، پشتکوه، قلعه مسکین و ساوجبلاغ بود.